# Copa da Alemanha de Voleibol Masculino de 2021–22
A Copa da Alemanha de Voleibol Masculino de 2021–22 foi a 32.ª edição desta competição organizada pela Federação Alemã de Voleibol (em alemão:  Deutsche Volleyball-Verband, DVV). O torneio ocorreu de 24 de outubro de 2021 a 6 de março de 2022 e contou com a presença de 17 equipes alemães.
Na final única, que ocorreu na Arena SAP, o VfB Friedrichshafen conquistou seu 17.º título ao derrotar o SVG Lüneburg por 3 sets a 1. O ponteiro argentino Luciano Vicentín foi eleito o melhor jogador do torneio.

## Regulamento
Nesta temporada, as nove equipes da 1. Bundesliga (primeira divisão do campeonato alemão) competiram e mais nove equipes vencedoras dos campeonatos regionais também integraram o torneio.
Todos os jogos da rodada principal foram sorteados publicamente. O sorteio da primeira rodada principal ocorreu em junho de 2021. Todos os jogos foram disputados no sistema mata-mata.
Os vencedores das semifinais se classificaram para a final, o vencedor do primeiro jogo das semifinais (de acordo com o número da partida) foi definido como a equipe anfitriã. A final ocorreu no dia 6 de março de 2022 na Arena SAP, na cidade de Mannheim.

## Equipes participantes

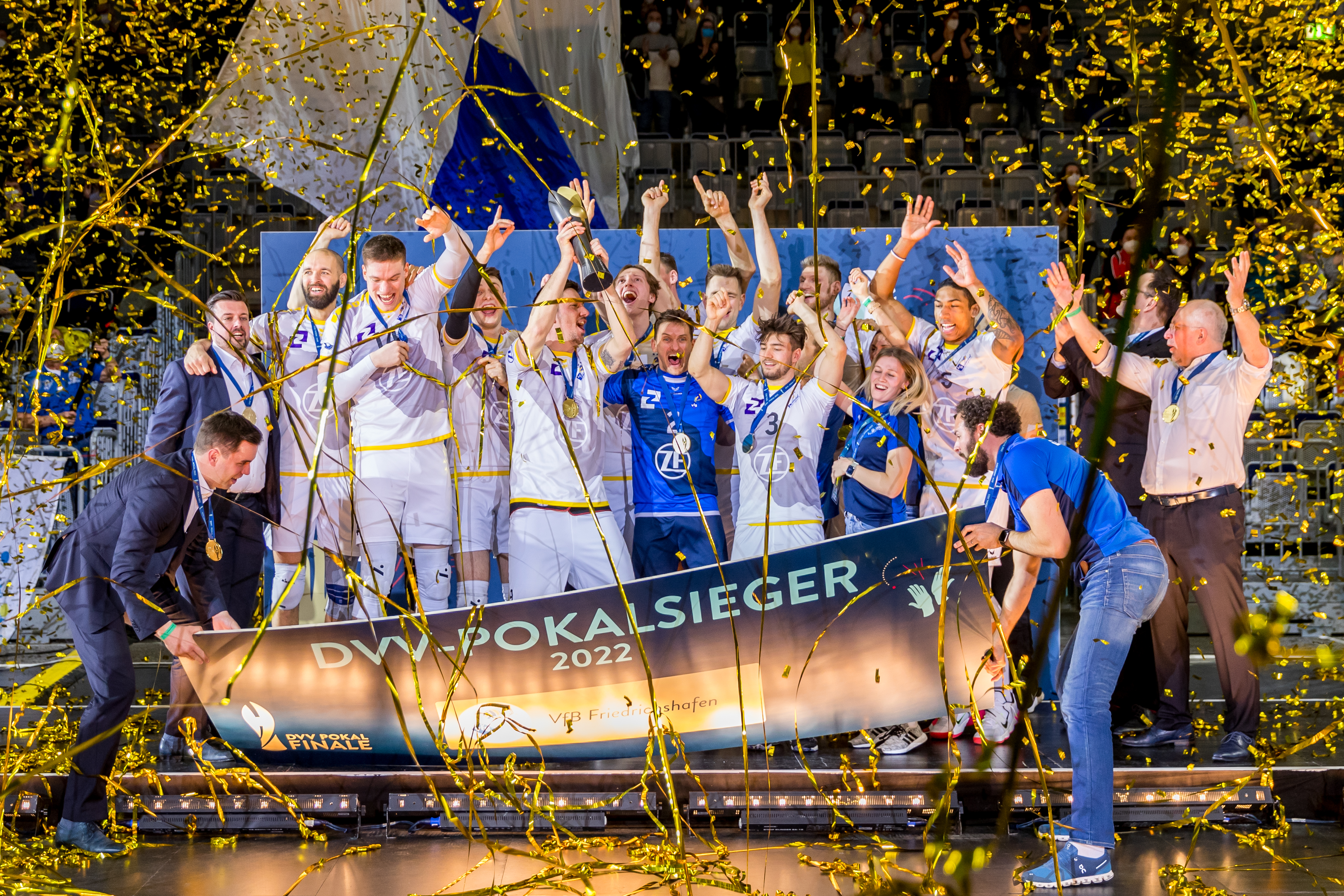
A equipe do VfB Friedrichshafen sagrou-se campeã pela 17.ª vez.

| - Berlin Recycling Volleys - United Volleys Frankfurt - Netzhoppers - VfB Friedrichshafen - TSV Herrsching - TSV Giesen - SVG Lüneburg - SWD Powervolleys Düren - TSV Mühldorf | - Blue Volleys Gotha - Baden Volleys Karlsruhe - TuS Kriftel - TSV Unterhaching - SV Warnemünde - TV Baden - SV Lindow Gransee - Moerser SC |

## Resultados

### Rodada qualificatória
| Data       | Hora  |              | Placar |                    | Set 1 | Set 2 | Set 3 | Set 4 | Set 5 | Total   | Relatório |
| ---------- | ----- | ------------ | ------ | ------------------ | ----- | ----- | ----- | ----- | ----- | ------- | --------- |
| 24/10/2021 | 16:00 | TSV Mühldorf | 2–3    | Blue Volleys Gotha | 25–15 | 19–25 | 29–27 | 22–25 | 15–17 | 110–109 | Relatório |

### Oitavas de finais
| Data       | Hora  |                         | Placar |                          | Set 1 | Set 2 | Set 3 | Set 4 | Set 5 | Total  | Relatório |
| ---------- | ----- | ----------------------- | ------ | ------------------------ | ----- | ----- | ----- | ----- | ----- | ------ | --------- |
| 06/11/2021 | 18:00 | Baden Volleys Karlsruhe | 0–3    | United Volleys Frankfurt | 17–25 | 20–25 | 21–25 |       |       | 58–75  | Relatório |
| 06/11/2021 | 20:00 | TuS Kriftel             | 0–3    | TSV Unterhaching         | 22–25 | 25–27 | 23–25 |       |       | 70–77  | Relatório |
| 06/11/2021 | 18:30 | SV Warnemünde           | 0–3    | SVG Lüneburg             | 17–25 | 13–25 | 16–25 |       |       | 46–75  | Relatório |
| 07/11/2021 | 16:00 | TV Baden                | 0–3    | Berlin Recycling Volleys | 19–25 | 17–25 | 22–25 |       |       | 58–75  | Relatório |
| 06/11/2021 | 18:00 | SV Lindow Gransee       | 0–3    | TSV Giesen               | 7–25  | 13–25 | 19–25 |       |       | 39–75  | Relatório |
| 07/11/2021 | 16:00 | Moerser SC              | 1–3    | SWD Powervolleys Düren   | 12–25 | 20–25 | 27–25 | 16–25 |       | 75–100 | Relatório |
| 06/11/2021 | 19:00 | Blue Volleys Gotha      | 0–3    | TSV Herrsching           | 24–26 | 15–25 | 20–25 |       |       | 59–76  | Relatório |
| 07/11/2021 | 15:00 | Netzhoppers             | 1–3    | VfB Friedrichshafen      | 18–25 | 25–22 | 25–27 | 21–25 |       | 89–99  | Relatório |

### Quartas de finais
| Data       | Hora  |                          | Placar |                          | Set 1 | Set 2 | Set 3 | Set 4 | Set 5 | Total  | Relatório |
| ---------- | ----- | ------------------------ | ------ | ------------------------ | ----- | ----- | ----- | ----- | ----- | ------ | --------- |
| 23/11/2021 | 19:00 | TSV Unterhaching         | 0–3    | SVG Lüneburg             | 20–25 | 18–25 | 13–25 |       |       | 51–75  | Relatório |
| 24/11/2021 | 20:00 | United Volleys Frankfurt | 1–3    | Berlin Recycling Volleys | 24–26 | 20–25 | 25–21 | 27–29 |       | 96–101 | Relatório |
| 24/11/2021 | 19:00 | SWD Powervolleys Düren   | 0–3    | VfB Friedrichshafen      | 18–25 | 19–25 | 20–25 |       |       | 57–75  | Relatório |
| 24/11/2021 | 20:00 | TSV Herrsching           | 3–2    | TSV Giesen               | 18–25 | 20–25 | 25–22 | 25–17 | 15–10 | 103–99 | Relatório |

### Semifinais
| Data       | Hora  |                     | Placar |                          | Set 1 | Set 2 | Set 3 | Set 4 | Set 5 | Total   | Relatório |
| ---------- | ----- | ------------------- | ------ | ------------------------ | ----- | ----- | ----- | ----- | ----- | ------- | --------- |
| 22/12/2021 | 16:00 | SVG Lüneburg        | 3–2    | TSV Herrsching           | 28–30 | 25–19 | 20–25 | 25–18 | 15–10 | 113–102 | Relatório |
| 02/02/2022 | 19:00 | VfB Friedrichshafen | 3–2    | Berlin Recycling Volleys | 22–25 | 25–15 | 18–25 | 25–14 | 15–12 | 105–91  | Relatório |

### Final
| Data       | Hora  |              | Placar |                     | Set 1 | Set 2 | Set 3 | Set 4 | Set 5 | Total | Relatório |
| ---------- | ----- | ------------ | ------ | ------------------- | ----- | ----- | ----- | ----- | ----- | ----- | --------- |
| 06/03/2022 | 16:45 | SVG Lüneburg | 1–3    | VfB Friedrichshafen | 20–25 | 25–17 | 24–26 | 23–25 |       | 92–93 | Relatório |

## Premiação
| Copa da Alemanha de 2021–22               |
| Baden-Württemberg                         |
| ----------------------------------------- |
| VfB Friedrichshafen Campeão (17.º título) |